# Luchthaven Oyem
Luchthaven Oyem (IATA: OYE, ICAO: FOGO) is een luchthaven in Oyem, Gabon.